# Winnie Markus

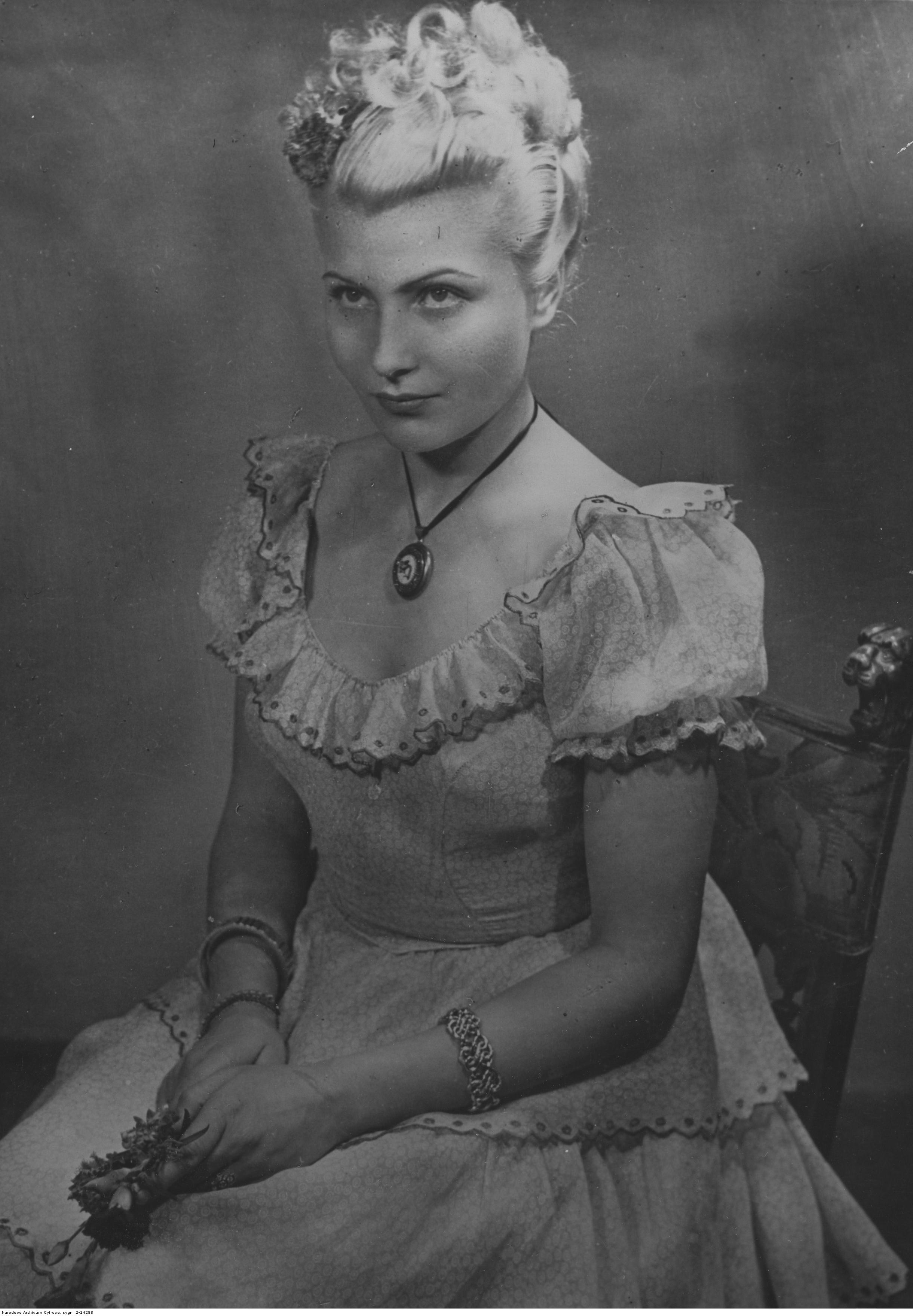
Filmschauspielerin Winnie Markus

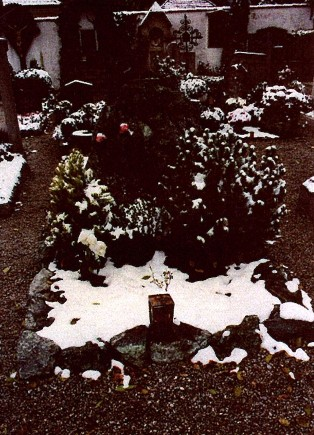
Grabstätte von Winnie Markus

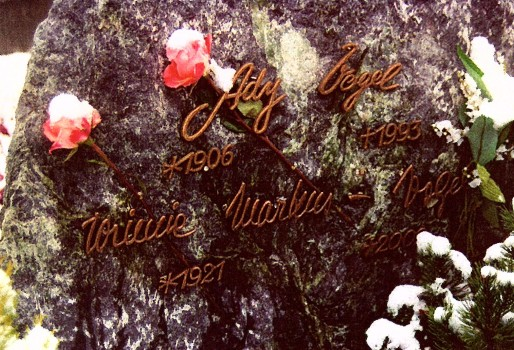
Grabinschrift

Winnie Markus, eigentlich Winifred Maria Eveline Markus (* 16. Mai 1921 in Smíchov, Tschechoslowakei; † 8. März 2002 in München), war eine deutsche Filmschauspielerin.

## Leben
Winifred Markus wuchs in Prag in einer großbürgerlichen Familie auf, die zur deutschsprachigen Bevölkerungsgruppe gehörte. Sie lebte bis zu ihrem 14. Lebensjahr in Prag, wo ihr Vater als Exportkaufmann arbeitete. Nach dem Besuch der englischen Schule und Ballettunterricht in Prag siedelte sie nach Wien um, wo sie mit 16 Jahren Aufnahme in das Max-Reinhardt-Seminar fand, das sie zwei Jahre besuchte. Von 1939 bis 1945 war sie am Theater in der Josefstadt in Wien engagiert, danach in Berlin, wohin sie Heinz Hilpert geholt hatte, und in München.
1939 erhielt sie in Gustav Ucickys Melodram Mutterliebe ihre erste Filmrolle. In zahlreichen Produktionen sämtlicher Genres der Kriegs- und Nachkriegszeit verkörperte sie die aparte Frau, meist in der Hauptrolle. Mehrmals waren Rudolf Prack und Curd Jürgens ihre Filmpartner. In weiterer Folge drehte sie mit Leinwandgrößen wie Paul Hörbiger, Hans Holt, Willy Birgel, Erich Ponto, O. W. Fischer, Dieter Borsche oder Josef Meinrad. Markus stand 1944 in der Gottbegnadeten-Liste des Reichsministeriums für Volksaufklärung und Propaganda.
Kurz vor Kriegsende erlitt sie eine schwere Schussverletzung am linken Bein, die ein angetrunkener russischer Soldat herbeigeführt hatte. 1946 heiratete sie den Berliner Hotelier Heinz  Zellermayer und wurde Mutter eines Sohnes, Alexander († 1982). Nach ihrer zweiten Eheschließung 1959 mit dem Unternehmer Carl Adolf Vogel (1906–1993) bekam die Schauspielerin 1961 Tochter Diana. 1959 zog sie sich aus dem Filmgeschäft zurück und war erst nach dem Zusammenbruch des Unternehmens ihres Mannes ab 1980 wieder im Fernsehen und bei Theatergastspielen zu sehen. Während der 1990er Jahre trat sie wieder verstärkt als Fernsehschauspielerin hervor. Ihre späte Bekanntheit verdankt sie Fernsehserien wie Zwei Münchner in Hamburg oder Der Bergdoktor.
Am 8. März 2002 starb Winnie Markus im Alter von 80 Jahren an den Folgen einer Lungenentzündung und wurde auf dem Friedhof von Tegernsee (Bayern) neben ihrem Gatten beigesetzt. Zwei ihrer engsten Freundinnen waren ihre Schauspielkolleginnen Mady Rahl und Ilse Werner.

## Auszeichnungen
- Filmband in Gold für langjähriges und hervorragendes Wirken im deutschen Film (1986)
- Bundesverdienstkreuz am Bande (6. Oktober 1982)[3]

## Filmografie
- 1939: Mutterliebe
- 1939: Fristlos entlassen (Kurzfilm)
- 1939: Brand im Ozean
- 1940: Die Geierwally
- 1940: Herz geht vor Anker
- 1940: Im Schatten des Berges
- 1941: Die Kellnerin Anna
- 1942: Der verkaufte Großvater
- 1941: Brüderlein fein
- 1942: Kleine Residenz
- 1942: Wen die Götter lieben
- 1942: Sommerliebe
- 1943: Fahrt ins Abenteuer
- 1943: Tonelli
- 1943: Gefährlicher Frühling
- 1944: Der verzauberte Tag
- 1944: Dir zuliebe
- 1944/49: Philine
- 1944/49: Liebesheirat
- 1944/51: Zwischen Herz und Gewissen
- 1945: Das alte Lied
- 1947: In jenen Tagen
- 1947: Zwischen gestern und morgen
- 1948: Morituri
- 1949: Diese Nacht vergess ich nie!
- 1949: Der Bagnosträfling
- 1950: Dieser Mann gehört mir
- 1951: Es begann um Mitternacht
- 1951: Begierde
- 1952: Tausend rote Rosen blühn
- 1953: Man nennt es Liebe
- 1953: Kaiserwalzer
- 1953: Liebeserwachen
- 1953: Komm zurück!
- 1954: Die Sonne von St. Moritz
- 1954: Kaisermanöver
- 1954: Große Star-Parade
- 1954: Roman eines Frauenarztes
- 1955: Du mein stilles Tal
- 1956: Teufel in Seide
- 1956: Kronprinz Rudolfs letzte Liebe
- 1956: Liebe, die den Kopf verliert
- 1956: Vergiß, wenn Du kannst
- 1956: Das Mädchen Marion
- 1956: Nichts als Ärger mit der Liebe
- 1957: Made in Germany
- 1957: Frauenarzt Dr. Bertram
- 1958: Man ist nur zweimal jung
- 1958: Hoch klingt der Radetzkymarsch
- 1958: Der Priester und das Mädchen
- 1959: Was eine Frau im Frühling träumt
- 1959: Melodie und Rhythmus (Gastauftritt)
- 1960: Ein Herz braucht Liebe
- 1973: Diana – Leidenschaft und Abenteuer
- 1983: Lady Frederick (Fernsehfilm)
- 1989–1993: Zwei Münchner in Hamburg (Fernsehserie, 36 Folgen)
- 1992–1994: Der Bergdoktor
- 1994: Ihre Exzellenz, die Botschafterin (Fernsehserie, 11 Folgen)
- 1999: Das Traumschiff – Namibia
- 2001: Rosamunde Pilcher – Blumen im Regen